# Maastricht
Maastricht (limbursky Mestreech) je nejstarší nizozemské město a hlavní město provincie Limburg. Žije zde přibližně 120 tisíc obyvatel. Město leží na jihovýchodě země, mezi Belgií a Německem. Rozkládá se na obou březích řeky Mázy. Jméno města pochází z latinského Mosae Traiectum, podle mostu, který nechal na tomto místě postavit římský císař Augustus.

## Zajímavosti
Podle pozdně křídových hornin v okolí města byl geology pojmenován nejsvrchnější stupeň druhohorního období (Maastricht, trvající zhruba posledních 6 milionů let druhohor, tedy asi před 72-66 mil. let). V roce 1764 byly v podzemních křídových lomech u Maastrichtu objeveny první zkameněliny mosasaurů - velkých mořských plazů z konce éry dinosaurů.
V centru města se nachází protestantský kostel Sint-Janskerk (kostel svatého Jana).

## Budova radnice

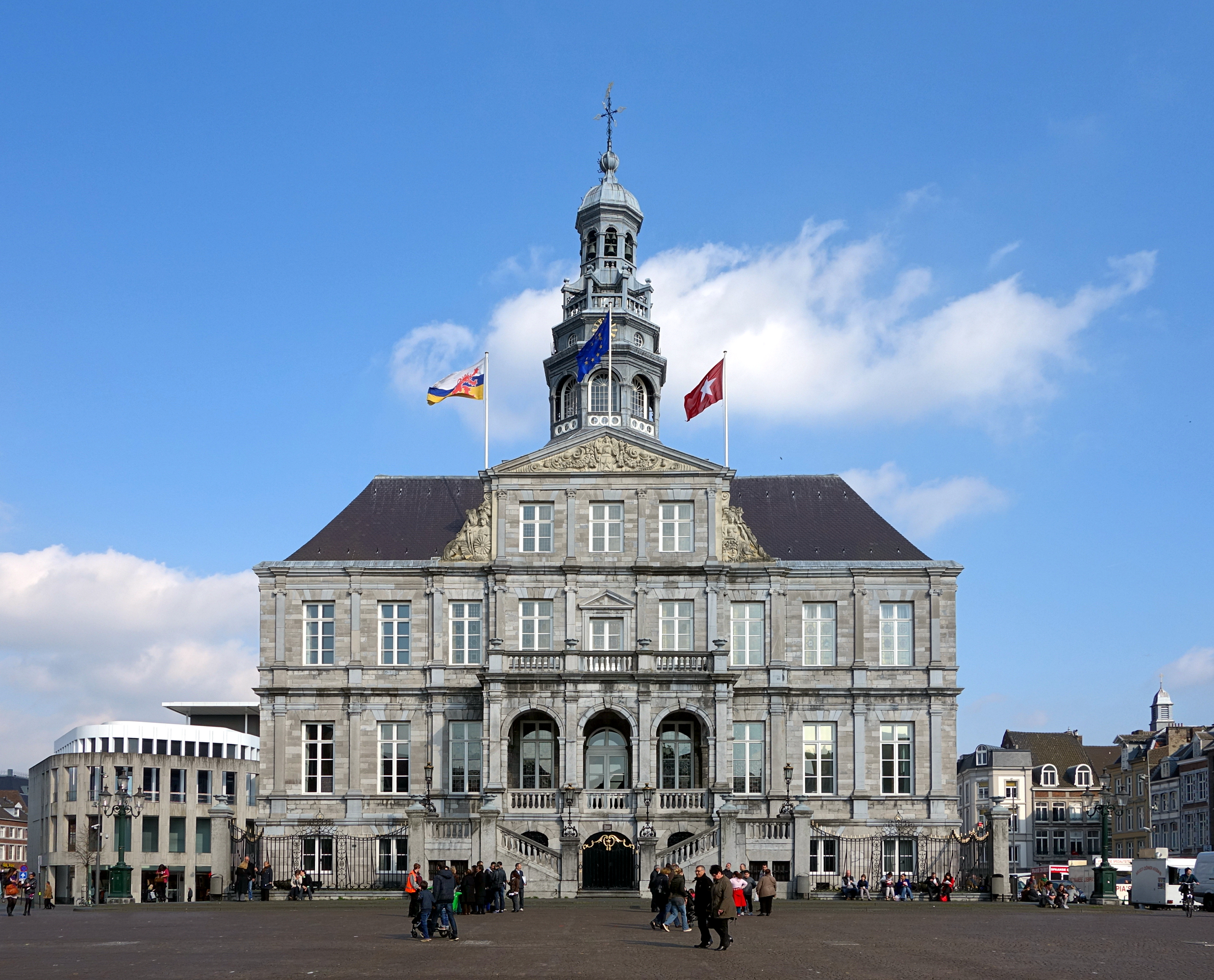
Budova radnice

V Maastrichtu stojí radnice, která byla postavena architektem Pieterem Postem v polovině 17. století. Stavba reprezentuje typickou nizozemskou architekturu.

## Partnerská města
- Lutych, Belgie (1955)
- Koblenz, Německo (1981)
- El Rama, Nicaragua (1995)
- Čcheng-tu, Čína (2012)